# 長﨑周成
長﨑 周成（ながさき しゅうせい、1991年6月30日 - ）は、日本の放送作家、演出家、株式会社チャビーのCEO、元学生芸人。身長186cm、体重90kg。神戸市立六甲アイランド高校卒業、大阪芸術大学放送学科卒業。

## 経歴
兵庫県神戸市東灘区渦森台生まれ。渦が森小学校、御影中学校、六甲アイランド高校卒。関西のお笑いのよしもと新喜劇や漫才番組を観て育ったが、中学2年生の時100均で買ったAMラジオでたまたま流れていた『くりぃむしちゅーのオールナイトニッポン』を聴いて初めて関東のお笑いに触れ、お笑いの幅の広さに夢中になる。また、2007年のM-1グランプリで当時まだ無名だったサンドウィッチマンが敗者復活から逆転優勝したことに衝撃を受ける。元々お笑いに熱中していたこともあり、これを機に当時の高校の同級生・奥村太朗（元ナミダバシ、現太鵬の太朗）とコンビを組む。そして高校2年生の時にはじめてM-1グランプリに出場する。これをきっかけに大阪のアマチュア芸人たちが集うインディーズライブにも出るようになる。当時のよしもとはNSCに行かずともオーディションを勝ち上がれば劇場メンバーになれたこともあり皆でしのぎを削っていた。また同じく同世代でインディーズライブに出ていた檜原洋平（現・ママタルト）、オレンジサンセット（現在は解散）、ネイビーズアフロ、当時ピンだった粗品（現・霜降り明星）ともそこで出会っている。しばらく活動を続けるがコンビは大学2年の時に解散する。理由としては熱量をかける方向の違いで、相方は芸人としての道を、自身は裏方としての道を選ぶ。
しばらくして大学4年の時に、インディーズライブで出会っていた同い年の関西学院大学生・梶本長之（現・構成作家）からコンビを組んでお笑いの大会に出ないか、と誘われる。学内のお笑いサークルの大会か何かだろうと考えていた本人はそれを了諾し「カジナガサキ」を結成するが、実はこの大会が当時放送されていたオードリー春日俊彰がMCの『学生才能発掘バラエティ 学生HEROES！』の出場権をかけた大会だったことを予選の会場で知る。またこの番組を立ち上げたプロデューサーであり、現お笑いライブ制作会社SLUSH-PILE.の代表でもある片山勝三とも出会う。そこでは今現在も活躍しているママタルト、Gパンパンダ、さすらいラビー、ストレッチーズとも同じ舞台に立っている。そして予選を突破し本選に進み2度目の学生芸人として活動する。しかし元々極度の緊張しいに加え、芸人としてやっていくという覚悟が自分にはないことを自覚しており、相方としっかり話し合って大学4年の秋にコンビは解散する。大学卒業後は今までの経験をもとに番組制作会社に就職し、ADとして『ぐるぐるナインティナイン』などの番組に携わる。しかし、元々あった放送作家になるという夢を諦めきれず3ヶ月で退職する。
放送作家になってからは、『ZIP!』、『週刊!さんまとマツコ』、『さんまのご長寿グランプリ』などバラエティ番組を中心に担当。３年目に担当したテレビ東京『サムライバスターズ』では初めてゴールデン番組のチーフ作家になる。また2016年〜2017年頃に初めてフワちゃんとも出会う。彼女の底しれないポテンシャル、唯一無二のキャラに魅力を感じ、元々YouTubeに対して抱いていた可能性も相まって、一緒にYouTubeをやらないかと持ちかける。実は初めての撮影はYouTubeではなくインスタライブで、内容は渋谷や新宿を二人で練り歩いている様を配信するというものだったが、彼女の誰とでも仲良くなれる力を目の当たりにし、一緒にYouTubeをやっていくことに確信を持つ。そして2018年4月、YouTubeチャンネル『フワちゃんTV』を立ち上げる。翌年2019年4月、サブチャンネルとなる『フワちゃんFLIX』も立ち上げる。
2019年11月、同世代の放送作家10名に声をかけYouTube、番組、広告などを企画プランニングする、株式会社チャビーを設立する。
2020年6月、同年代のプロデューサーやディレクターらと共に、笑いの仕事を作るオンラインサロンWLUCKを設立する。
2020年担当したMBS「コンテンツHolic」は日本民間放送連盟賞『エンタメ部門』近畿地区1位になる。
2021年お笑いライブとして企画運営していた「AUN〜コンビ大喜利王決定戦〜」が好評につきテレビ朝日にて番組化。
2022年9月13日、自身初の単独著書である『それぜんぶ企画になる。』を刊行する。

## 人物
- 苗字の“さき”は正しくは“﨑”（たつさき）である。
- 『くりぃむしちゅーのオールナイトニッポン』全159回の放送を10周している。
- 『ぐるぐるナインティナイン』のADをしていた時、ロケハン等で出されるご飯を全部食べ20キロぐらい一気に太り、このままでは死ぬと思い辞める。そこで当時『ぐるナイ』の作家だった松井洋介と打ち合わせで一緒になり刺激を受け、作家になることを決める[2]。
- 放送作家1年目はお金が全くなく、ママタルト檜原とルームシェアをしたり、岡田康太と安居酒屋に行き二人で1つのヤカン酒を頼み、つまみは卓上の塩で凌ぐという節制をしていた。
- 放送作家2年目は一番企画書を書いていた時期で、その数は年間300本を超えていた。
- 2020年11月14日放送の『マツコ会議』に、フワちゃんと共にリモート出演するも、画面越しに顔を見たマツコ・デラックス本人から「あんな顔してるのに成功した」、「功績を残すやつだと思わない」、「もさ〜っとしたやつが座ってる」、「使い物になるのか将来」と言われるも本人はヘラヘラしていた。

## 担当番組

### TV
- フジテレビ
  - 99人の壁
  - アオハルTV
  - 出川のリアルガチ勉
- 日本テレビ
  - ZIP!
  - 中居正広の【悲報】館
  - みんなの大喜利
  - 文無しアカデミー
  - マッドライターズ/なんでこんな本出しちゃったんですか？
  - カズレーザーと深掘り熟女
  - ラブライアー
  - B面政治家
- TBS
  - 週刊さんまとマツコ
  - さんまのご長寿グランプリ
- テレビ東京
  - 視聴者様に飼われたい！
  - サムライバスターズ
  - 朝までに/突然サプライズ
  - クイズで行く！日光旅
  - パパパパラビ
- テレビ朝日
  - ドラえもん
  - 清竜人25の今夜もハーレムナイト
- 東京MX
  - 真夜中のおバカ騒ぎ
  - あやしい芸能人
- NHK
  - 世界テーマパーク旅
  - うまいッ！
- 関西テレビ　ダレトク
- MBS　コンテンツHolic
- HBC　知らなくて委員会

### YouTube
- フワちゃんTV/フワちゃんFLIX
- au5G体験　みてすぎTV
- ゴマキのギルド
- コブクロYouTubeチャンネル
- NOOB DRIVE
- テレビ朝日ドラマ　べしゃり暮らしYoutube公式チャンネル
- AbemaTVドラマ　星屑リベンジャーズYoutube企画

### NETFLIX
- FIVE CARD TALKS
- Netflix Meets: バナナマンがネトフリにやってきた！
- TWO SECRET

### イベント・舞台
- AUN〜コンビ大喜利王決定戦〜
- 百喜利
- フワちゃんブレイク会議

- フワちゃん忘年会
- フワちゃん反省会
- フワちゃん写真集発売記念イベント直接売りつける会

- 空から降る一億のボケを全て拾おうとする岡田

- オレンジサンセット単独ライブ
- スターダスト演劇ユニット「グレアムボックス」脚本

### その他
- ニッポン放送　フワちゃんのオールナイトニッポン0(ZERO)
- ニッポン放送　平田くんのオープンレックニッポン
- AbemaTV　AbemaTVナビ
- AbemaTV by fresh!　今すぐあやかりたい幸せ術
- AbemaTV　デスゲーム
- AbemaTV　勝負の冬
- AbemaTV by fresh!　今すぐあやかりたい幸せ術
- LINELIVE　実践知情熱ラボ
- LINELIVE　HKT48 12th 意思発売記念LINELive
- LINE LIVE　超ヒット公開中のワイスピをフワちゃんがもっと最高にする！特番
- 17Live特別番組　「クッキングバトル」「開運レストラン」
- りゅうちぇるインスタLive特別番組
- Youtube Live　ロケットマン公開特番
- 360channel　THE RAMPAGE×オアシズ
- AGARU TV
- NewsPicks　モビエボ presented by KINTO
- 小説動画SV 『三人』/企画統括
- Twitter漫画　ドーパミン編集部/企画運営
- 令和バブリー（パーソナリティー）
- 宝酒造主催　レモンサワーフェスティバル 浴衣でオンライン夏祭り
- バンダイ　TAMASHII NATION 2020

## 著書
- YouTube作家的思考（扶桑社新書、2020年8月31日　白武ときお、谷田彰吾、山口トンボ、カツオとの共作）
- それぜんぶ企画になる。（左右社、2022年9月13日）